# Barbara Bosch

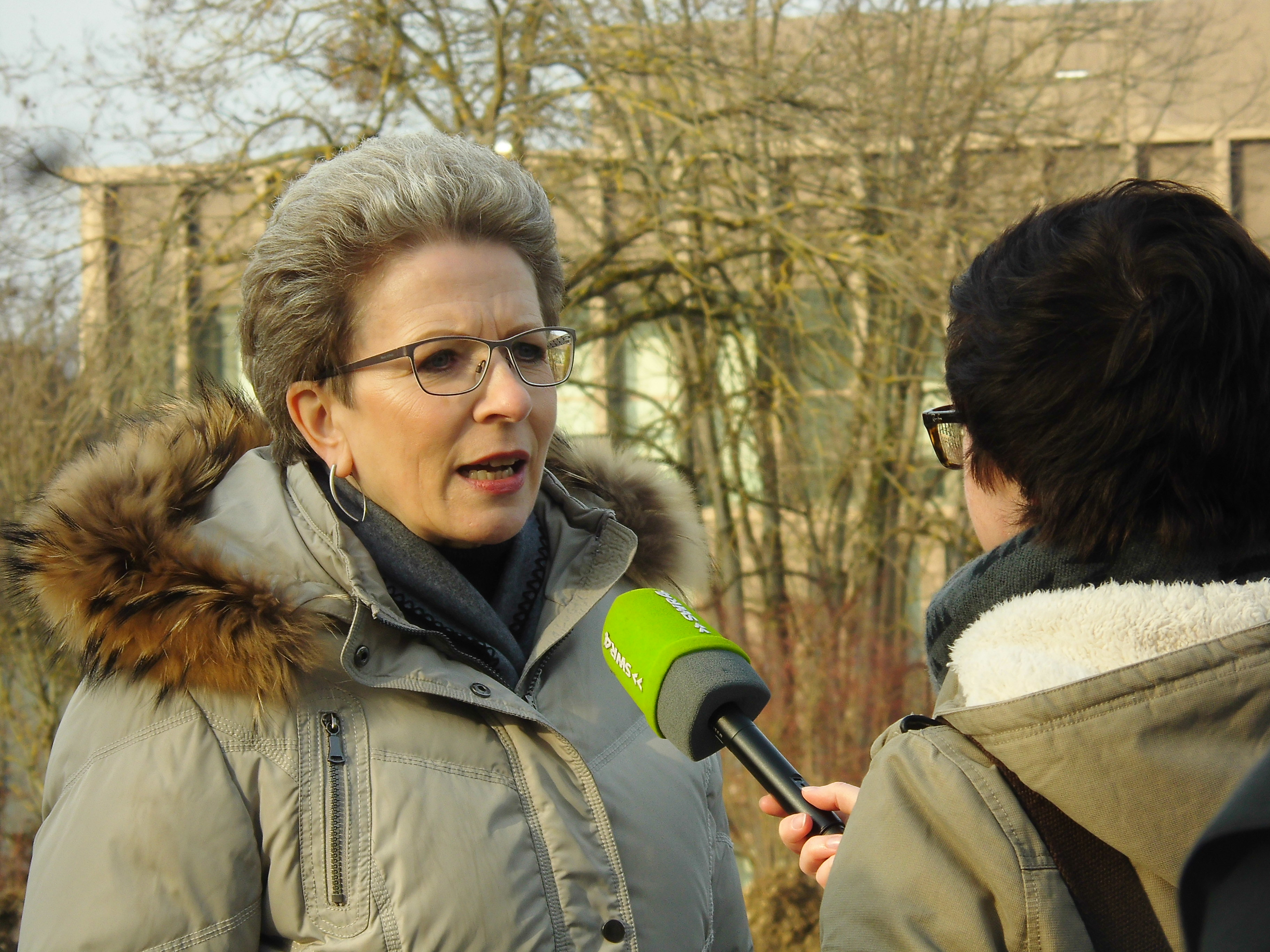
Barbara Bosch nach dem Spatenstich für den Neubau des Theater Reutlingen Die Tonne am 1. März 2016

Barbara Bosch (* 5. September 1958 in Stuttgart) ist eine deutsche Politikerin (parteilos). Sie war von 2003 bis 2019 Oberbürgermeisterin von Reutlingen. Seit Juli 2021 ist sie als Staatsrätin für Zivilgesellschaft und Bürgerbeteiligung Mitglied der baden-württembergischen Landesregierung. Bosch ist amtierende Präsidentin des DRK-Landesverbands Baden-Württemberg.

## Leben
Bosch studierte nach dem Abitur am Königin-Katharina-Stift-Gymnasium Stuttgart und Ausbildung an der Handelsschule Politikwissenschaften und Kunstgeschichte an der Universität Stuttgart. Das Studium schloss sie im Jahr 1986 mit dem Magister artium ab. Sie war bereits vor und während des Studiums in der Verwaltung sowie als Lehrkraft an der Fachhochschule für Gestaltung in Schwäbisch Gmünd tätig. 1990 wurde sie Leiterin des Sozialamtes der Stadt Fellbach, dann Leiterin des Persönlichen Referats des dortigen Oberbürgermeisters. Im Jahr 1997 wurde sie Beigeordnete mit der Amtsbezeichnung „Bürgermeisterin“ in Fellbach.
Am 23. Februar 2003 wurde sie zur Oberbürgermeisterin von Reutlingen gewählt, wobei sie im Wahlkampf gegen den bis dahin amtierenden CDU-Konkurrenten Stefan Schultes vor allem von der Reutlinger SPD und FDP unterstützt worden war.
Am 6. Februar 2011 wurde Bosch bei einer Wahl mit nur einem Gegenkandidaten, der zudem von keiner Partei unterstützt wurde, und einer Wahlbeteiligung von 23,8 % mit 85,6 % der abgegebenen Stimmen im Amt bestätigt.
Barbara Bosch war in ihrer Funktion als Oberbürgermeisterin Vorsitzende des Stiftungsrats der Württembergischen Philharmonie Reutlingen sowie Vorsitzende des Aufsichtsrats der städtischen Tochterunternehmen, darunter die Stadtwerke/FairEnergie Reutlingen. Von 2011 bis 2016 war sie Präsidentin des baden-württembergischen Städtetags.
Am 24. Juli 2018 gab Barbara Bosch bekannt, dass sie zur nächsten Oberbürgermeisterwahl im Jahr 2019 nicht mehr für das Amt der Oberbürgermeisterin der Stadt Reutlingen kandidiert. Im Februar 2019 wurde der Sozialdemokrat Thomas Keck im zweiten Wahlgang zu ihrem Nachfolger gewählt und im April 2019 in das Amt eingeführt. Im Mai 2019 wurde ihr der Verdienstorden des Landes Baden-Württemberg verliehen.
Barbara Bosch wurde im September 2018 zur ersten Präsidentin des DRK-Landesverbands Baden-Württemberg gewählt. Sie löste Lorenz Menz ab, der für das Amt nicht mehr kandidierte. Von 2002 bis 2014 war Barbara Bosch Vizepräsidentin des DRK-Landesverbands.
Am 22. Juli 2021 wurde Bosch vom Landtag von Baden-Württemberg zur Staatsrätin für Zivilgesellschaft und Bürgerbeteiligung im Kabinett Kretschmann III gewählt. In dieser Funktion folgte sie Gisela Erler nach.

## Ehrungen
- 2019: Verdienstorden des Landes Baden-Württemberg